# تيفرتون (تشيشير)
تيفرتون (بالإنجليزية: Tiverton, Cheshire)‏ هي قرية وأبرشية مدنية تقع في المملكة المتحدة في إنجلترا. يقدر عدد سكانها بـ 406 نسمة .